# لاري فوستر (لاعب كرة قاعدة)
لاري فوستر (بالإنجليزية: Larry Foster)‏ هو لاعب كرة قاعدة أمريكي، ولد في 24 ديسمبر 1937 في لانسنغ في الولايات المتحدة.